# Рєпников Юрій Германович
Рєпников Юрій Германович (10 вересня 1956, Сочі, Росія) — український та російський композитор.

## Біографія
Народився 10 вересня 1956 року в Сочі (Росія). У 1979 р. закінчив Київський політехнічний інститут. Працював інженером об'єднання «Мацеста» м. Сочі (1979—1982). У 1984—1991 роках — науковий співробітник Київського політехнічного інституту. З 1991 року — директор науково-виробничого підприємства МАДЕК.
Автор музики до фільмів «Івін А.» (1990), «В тій царині небес» (1992) режисера Ігоря Черницького.
Голова Київського міського клубу авторської пісні у 1984—1991 рр. Лауреат багатьох конкурсів авторської пісні. Нагороджений дипломом Спілки композиторів України за особливий внесок у розвиток музичної культури (1986).